# Liste de personnalités liées à Toulouse
Cet article contient une liste de personnalités de la ville de Toulouse en France.

## Personnages historiques
- Antonius Primus, (30/35 - après 81), sénateur romain et général
- Louis II d'Anjou, (1377-1417), duc d'Anjou
- Thomas d'Aquin, (1225-1274), sépulture à l'église des jacobins
- Ausone, étudie la rhétorique à Toulouse auprès d'Arborius, précepteur de la famille impériale
- Avitus, (c. 395-456), proclamé Empereur romain à Toulouse en 455
- Ernest Jacques Barbot (1855-1915), militaire français
- Louis Victorin Cassagne (1774-1841), général des armées de la République et de l'Empire
- Michel Castaing (1918-2004), historien
- Jean Antoine de Catellan, marquis de Caumont  (1759-1838), magistrat et homme politique français des XVIIIe et XIXe siècles.
- François de Caulet (1610-1680), évêque de l'Ancien Régime
- Jacques Cujas, juriste né à Toulouse
- Saint Dominique, théologien
- Jean Doujat (1609-1688), avocat
- Axel Duboul, (1842-1902), diplomate et historien français, spécialiste de l’histoire de Toulouse.
- Jean-Étienne Esquirol (1772-1840), psychiatre
- Pierre de Fermat, mathématicien
- Marc Frayssinet, homme politique, avocat, journaliste
- Évariste Huc (1813-1860), religieux lazariste français, missionnaire en Chine et explorateur en Mongolie et au Tibet.
- Clémence Isaure, restauratrice des Jeux floraux.
- Gabriel Koenigs (1858-1931), mathématicien
- Vivien Laborde, théologien français
- Charles Laganne (1722-1789), capitoul
- Charles Lartigue (1834-1907), ingénieur français
- Philippe-Isidore Picot de Lapeyrouse (1744 - 1817), baron, maire, savant, premier président du Conseil Général, est à l’origine de la création du Muséum d'histoire naturelle de Toulouse
- Antoine François Bertrand de Molleville (1744-1818), intendant, ministre
- René Nicolas Monnier, dit Le Monnier (1741-1819) ,général des armées de la République y est décédé.
- Gaston de Roquemaurel(1804 - 1878) Marin, explorateur et ethnologue
- Henry Russell (1834-1909), comte pyrénéiste français
- Cardinal Jules Saliège, archevêque et chancelier de l'Institut catholique de Toulouse
- Étienne-François de Sénovert (1753-1831) ingénieur militaire, général-major dans l'Empire Russe
- Théodoric II, (-466), roi des Wisigoths, installe sa cour à Toulouse
- Gabriel Vendages de Malapeire (1624-1702), magistrat et poète, un des premiers membres et mainteneur de l'Académie des jeux floraux
- Jean Antoine Verdier (1767-1839) général de Napoléon
- Jean-Baptiste, comte de Villèle (1773 - 1854), ministre de Louis XVIII et de Charles X
- Anselme d’Ysalguier (ca. 1400) chevalier et voyageur en Afrique Occidentale (peut-être personnalité fictive)

## Écrivains et érudits
- Raymond Abellio, (1907-1986), homme politique et écrivain
- Gilbert Baqué, né à Toulouse en 1935, écrivain
- Nérée Boubée, (1806-1862), naturaliste, entomologiste, géologue, auteur et professeur à l'Université de Paris, membre de la Société Entomologique de France (SEF)
- François Bousgarbiès (1886-1980), poète
- José Cabanis (1922-2000), membre de l'Académie française
- Jean Castilhon (1718-1799), écrivain
- Jean-Louis Castilhon (1720-1793), écrivain
- Georges de Caunes (1919-2004), journaliste (père d’Antoine de Caunes et grand-père d’Emma de Caunes)
- Robert Caze (1853-1886), journaliste, poète et romancier naturaliste, originaire de Mons près de Toulouse, naturalisé suisse
- Jean Dardenne, poète
- Jane Dieulafoy (1851-1916), archéologue, écrivain
- Marcel Dieulafoy (1844-1920), archéologue
- Jean-Paul Dubois, (né en 1950), journaliste, écrivain
- Guy Du Faur de Pibrac (1529-1584) magistrat, humaniste, poète
- Pierre Dumas (résistant), journaliste, écrivain, député de la haute-garonne
- Jean-Claude Dunyach (né en 1957), auteur français
- Jack Engelhard (né en 1940), écrivain
- Pierre Frayssinet (1904-1929), écrivain et poète
- Jean Galbert de Campistron, (1656-1723) écrivain français.
- Pierre Gamarra (né en 1919), romancier, poète, essayiste et critique littéraire, directeur de la revue Europe.Écrivain occitan de langue française.
- Frank Giroud (1956-2018), scénariste
- Pierre Goudouli (1580-1649), poète
- Victor Levère (1831-1894), poète
- Bernard Maris (1946-2015), économiste, écrivain et journaliste (Oncle Bernard).
- Géraldine Maillet (née en 1972), romancière, réalisatrice, scénariste, chroniqueuse de télévision et ancien mannequin.
- François Maynard (1582-1646), poète, membre de l'Académie française
- Guillaume de la Perrière  (1499-1565), érudit et humaniste français de la Renaissance
- Serge Pey (né en 1950), écrivain français
- Martine Puig-Biard (née en 1961), poète, écrivain, essayiste et historienne.
- Henri-François Rey (1919-1987), écrivain français
- Pierre Rousseau, écrivain
- Stéphane Straub, (né en 1966) économiste
- Jean Tirole (né en 1953), économiste, prix Nobel d'économie
- Jacques de Tourreil (1656-1714) membre de l'Académie française
- Noël-Gabriel-Luce Villar (1748-1826), homme d'Église et homme politique français
- Bernard Werber (né en 1961), écrivain

## Artistes
- Olivier Alary (né en 1975), compositeur
- René Alié (1902-1992), acteur
- Georges Ancely (1847-1919), photographe
- Veronica Antonelli (née en 1984), soprano lyrique
- France Arnel (née en 1942), actrice
- Renée Aspe (1922-1969), peintre
- Benjamin Attahir (né en 1989), compositeur
- Bruno Aveillan (né en 1968), artiste, photographe et réalisateur
- Azek (né en 1979), artiste graffeur français.
- Lucien Baroux (1888-1968), musicien et acteur de cinéma
- Julie Balagué (née en 1986), photographe
- Michel Batlle (né en 1946), peintre
- André Baugé (1893-1966), musicien et acteur de cinéma
- Jean-Philippe Bec (né en 1968), compositeur
- Raoul Bergougnan (1900-1982), peintre
- Michel Bez (né en 1951), peintre
- Alexandre Bida (1813-1895), peintre et graveur
- Bigflo et Oli (naissance du groupe 2009), auteur-compositeur-interprète
- Laylow (1993-maintenant), rappeur
- Émilie Bigottini (1784-1858), danseuse
- Gilbert Bokanowski (1920-1975), acteur
- Féréol Bonnemaison (1766-1826), artiste-peintre
- Georges Bonnemaison (1852-1885), artiste-peintre
- Aurélien Bory (né en 1972), metteur en scène
- Joseph Bosc (1743-1811), serrurier et ferronnier
- Géori Boué (1918-2017), soprano
- Jean Bousquet (1923-1996), acteur
- Henri Büsser (1872-1973), compositeur
- Jean-Marc Bustamante (né en 1952), artiste
- Marguerite Canal (1890-1978), musicienne, pianiste et chef d'orchestre
- Victor Capoul (1839-1924), ténor
- Louis de Carbonnat (1879-1959), directeur artistique
- Stéphane Castella (né en 1969), artiste-peintre
- Serge Carrère (né en 1958), dessinateur
- Pierre Jean Edmond Castan (1817-1895), peintre français
- Emmanuel Caussé (né en 1968), directeur
- Bertrand Chamayou (né en 1981), pianiste
- Germaine Chaumel (1895-1982), photographe
- Charles Chaynes (1925-2016), compositeur
- Magyd Cherfi (né en 1963), chanteur
- Don Choa (né en 1977), rappeur
- Pierre Conté (1891-1971), danseur et chorégraphe
- Angélique D'Hannetaire (1749-1822), actrice
- Yannick Dahan (né en 1972), réalisateur
- Antoine Daniel (né en 1989), vidéaste
- Xavier Darasse (1934-1992), organiste et compositeur
- Édouard Debat-Ponsan (1847-1913), peintre
- Louis Deffès (1819-1900), compositeur
- Bernard Demichelis (ne en 1946), auteur-compositeur-interprète, guitariste
- Jacques Derrey (1907-1975), peintre et graveur
- Jean Dieuzaide (1921-2003), photographe
- Jacques Dorfmann (né en 1945), réalisateur et scénariste
- Jenny Doria (1898-1986), actrice
- France Dougnac (née en 1951), actrice
- Jacques Duby (1922-2012), acteur
- Edmond Dulac (1882-1953), illustrateur
- Pauline Ester (née en 1963), chanteuse
- Pascal Estève (né en 1961), compositeur
- Théo Fernandez (né en 1998), acteur
- Alexandre Falguière (1831-1900), sculpteur et peintre
- Amaury Faye (né en 1990), pianiste
- Karine Gabaude (née en 1969) photographe
- Françoise d'Eaubonne (1920-2005), actrice
- Nicolas Galtier (né en 1971), peintre, décorateur et illustrateur
- Thibaut Garcia (né en 1994), guitariste
- Carlos Gardel (1890-1935), chanteur de tango
- Jean Gilles (1668-1705), compositeur et maître de musique à la Cathédrale Saint-Étienne de Toulouse
- René Gouzenne (1925-2007), comédien, metteur en scène, fondateur de la Cave Poésie.
- Yohann Gozard (né en 1977), photographe plasticien
- Georges Guiraud, (1868-1928) organiste et compositeur
- Hélène Hily (1937-2006), actrice
- Philippe Hurel (né en 1955), compositeur
- Jain (née en 1992), chanteuse
- Pierre Jodlowski (né en 1971), compositeur
- Lucienne Jourfier (1923-2017), soprano
- Jean-Pascal Lacoste (né en 1978) chanteur, acteur et animateur télé
- Jean-Philippe Lafont (né en 1951) chanteur
- Sébastien Langloÿs (né en 1971), sculpteur
- Louis Latapie (1891-1972), peintre
- Ulrich Lebeuf (né en 1972), photographe
- Eugène Leygue (1813-1877), peintre
- François Lucas (1736-1813), sculpteur
- Madame Albert (1805-1860), comédienne
- Jean-Pierre Mader (né en 1955), chanteur et producteur
- Thibaud Maitrier (1619-1678), sculpteur
- Jean Marconi (1906-1971), acteur
- André Marfaing (1925-1987), peintre
- Maguy Marin (née en 1951), danseuse et chorégraphe
- Henri Martin, 1860-1943, peintre
- Yves-Marie Maurin (né en 1944), acteur
- Art Mengo (né en 1962), chanteur
- Mady Mesplé (1931-2020), soprano lyrique
- Janine Micheau (1914-1976), actrice
- Laure Milan (née en 1980), chanteuse
- Moos (né en 1974), chanteur
- Noam Morgensztern (né en 1980), acteur
- Claude Nougaro (1929-2004), auteur-compositeur-interprète
- Renaud Papillon Paravel, slammeur
- Constantin-Jean-Marie Prévost (1838-1860), peintre et conservateur de musée
- André Pujos (1738-1788), peintre miniaturiste
- Ringo (né en 1947), chanteur
- Antoine Rivalz (1667-1735), peintre
- Sébastien Roch (né en 1972), chanteur, acteur (Hélène et les Garçons)
- Marc Saint-Saëns (1903-1979), peintre
- Joseph-Marie de Saget (1725-1782), architecte
- Bernardo Sandoval (né en 1958), auteur-compositeur-interprète
- Carlo Sarrabezolles (1888-1971), sculpteur
- Daniel Seff (né en 1949), auteur-compositeur-interprète
- Richard Seff (né en 1952), auteur-compositeur et producteur
- Jean Serres (1934-1989), acteur
- Claude Sicre (né en 1947), chanteur
- Daniel Sorano (1920-1962), acteur
- Frédéric Talgorn (né en 1961), compositeur
- Marie-Claude Treilhou (né en 1948), actrice
- Eugène Trutat (1840-1910), photographe et directeur du Muséum de Toulouse)
- Adrien Trybucki (né en 1993), compositeur
- Éric Valette (né en 1967), réalisateur et scénariste
- Paul Vidal (1863-1931), compositeur
- Céline Gelis (née en 1992), dessinatrice et portraitiste

## Personnages politiques et diplomates
- Christine Albanel (née en 1955), ministre de la culture et de la communication
- Louis Aliot (1969-), homme politique né à Toulouse, député et maire de Perpignan
- Brigitte Barèges (née en 1953), femme politique française, maire de Montauban (Tarn-et-Garonne)
- Charles d'Abbadie d'Arrast (1821-1901), homme politique français
- Joseph Barthélemy (1874-1945), juriste et homme politique
- Jean-Michel Baylet (né en 1946), homme politique français
- Albert Bedouce, homme politique français
- Yvette Benayoun Nakache (née en 1946), femme politique française
- Philippe Bonnecarrère (né en 1955), homme politique français, maire d'Albi (Tarn)
- Henri Cuq (né en 1942), homme politique français
- Bernard Debré (né en 1944), homme politique français
- Jean-Louis Debré (né en 1944), homme politique français, président de l'Assemblée nationale du 25 juin 2002 au 4 mars 2007.
- Jean-Marie Demange (né le 23 juillet 1943 à Toulouse), ancien Maire de Thionville (Moselle)
- Serge Didier (né en 1951), homme politique français
- Pierre Dumas (résistant), homme politique, journaliste, écrivain, député de la Haute-Garonne
- Armand Duportal, journaliste, député et préfet de Haute-Garonne (1814-1887)
- Georges Delpech député de la Haute-Garonne
- Véronique Fayet (née en 1953), femme politique française
- Jean-Noël Fondere (né en 1940), homme politique français, maire de Foix (Ariège)
- Guy Franco, homme politique et homme de lettres (1932-2021), conseiller municipal et adjoint au maire de Toulouse (1971-2001).
- Jacques Godfrain (né en 1943), homme politique français, ancien maire de Millau (Aveyron)
- Alexandre Hégo Devéza - Barrau (né en 1978), diplomate, consul de la République de Slovénie à Toulouse et Avocat au barreau de Toulouse.
- Edouard Lizop (1917-1995), militant catholique français.
- Martine Martinel (née en 1953), femme politique française
- Frédérique Massat (née en 1964), femme politique française, adjointe au maire de Foix (Ariège)
- Hélène Mignon (née en 1934), femme politique française
- Jean-Luc Moudenc (né en 1960), homme politique, maire de Toulouse de mai 2004 à mars 2008 et depuis 2014.
- Charles Pistre (né en 1941), homme politique français
- Adolphe François René de Portes (1790-1852), homme politique français
- Jacques-Marie Rouzet (1743-1820), homme politique français
- Maurice Andrieu, député de la Haute-Garonne
- Georges Séguy (né en 1927), homme politique français
- Justin Germain Casimir de Selves, (1848-1934), homme politique français
- Christine de Veyrac (née en 1959), femme politique française

## Acteurs, journalistes et animateurs télévisuels
- Ginger (Chloé), animatrice radio et web (Le Virgin Tonic sur Virgin Radio, le podcast des Paillettes)
- Jean Abeilhou, journaliste et spécialiste de rugby à XV sur France 2
- Sylvain Augier (né en 1955), animateur de télévision
- Laetitia Barlerin (née en 1974), vétérinaire et journaliste sur RMC
- Gérard Barray (né en 1931): acteur
- Patrice Carmouze (né en 1951), journaliste et animateur radio et télé
- Marie-Ange Casalta, animatrice de télévision
- Georges de Caunes (1919-2004), journaliste
- Julien Courbey (né en 1976), acteur
- Justine Fraioli (née en 1980), actrice, journaliste et animatrice de télévision
- Marine Delterme (née en 1970), actrice
- Pierre Dumas (résistant), journaliste,reporter, écrivain
- Virginie Desarnauts (née en 1974), actrice
- Églantine Éméyé, (née en 1973), animatrice de télévision sur France 2
- Claude Guilhem (né en 1946), journaliste radio télévision
- Ticky Holgado (1944-2004), acteur
- Jennifer Lauret (née en 1980), actrice
- Émilie Mazoyer (née en 1980), animatrice radio sur Le Mouv' et Europe 1, chroniqueuse télé sur TF1, et actuellement animatrice radio sur France Bleu
- Liliane Patrick (née en 1933), actrice
- Jacques Polieri (né en 1928), metteur en scène
- Jean-Luc Reichmann (né en 1960), animateur d'Attention à la marche sur TF1
- Jean Resseguié, journaliste et animateur radio sur RMC
- Jean-Luc Roy (né en 1953), président de Motors TV et consultant en sports mécaniques sur RMC
- Judith Soula, journaliste
- Laurent Terzieff (1935-2010), comédien
- Valy Verdi (née en 1970), actrice
- Jacques Verdier, directeur du Midi Olympique et consultant en rugby à XV sur RMC
- Hugo Clément (né en 1989), journaliste dans Le Petit Journal (2015-2016) et dans Quotidien (2016-présent)
- Théo Fernandez (né en 1998), acteur
- Rachid M'Barki (né en 1969)

## Sportifs
- André Abadie (né en 1934), joueur de rugby à XV
- Geoffrey Adjet (né en 1988), footballeur
- Jean-Louis Akpa Akpro (né en 1985), footballeur
- Jimmy Algerino (né en 1971), footballeur
- Dennis Appiah (né en 1992), footballeur.
- Cécile Argiolas (née en 1976), escrimeuse
- Richard Astre (né en 1948), joueur de rugby à XV
- Fabien Audard (né en 1978), footballeur
- Thomas Ayasse (né en 1987), footballeur
- Antoine Battut (né en 1984), joueur de rugby à XV
- Jean Bayard (né en 1897), joueur de rugby à XV
- Éric Bechu (né en 1960), entraîneur de rugby à XV
- Patrick Bentaboulet (né en 1956), joueur de rugby à XV
- Yves Bergougnan (1924-2006), joueur de rugby à XV
- Jean Bernon (1893-1960), joueur de rugby à XV
- David Berty (né en 1970), joueur de rugby à XV
- Alex Bioussa (1901-1966), joueur de rugby à XV
- Clovis Bioussa (1893-1964), joueur de rugby à XV
- Jean-Marie Bisaro (né en 1976), joueur de rugby à XV
- Gérard Blaize (né en 1946), judoka
- Paul Blanc (né en 1931), joueur de rugby à XV
- Éric Bonneval (né en 1963), joueur de rugby à XV
- Jean-Philippe Bonrepaux (né en 1978), joueur de rugby à XV
- Jérôme Bonvoisin (né en 1973), joueur de rugby à XV
- Guillaume Boussès (né en 1981), joueur de rugby à XV
- Daniel Bravo (né en 1963), footballeur
- Philippe Burle (né en 1973), footballeur
- André Camel (1905-1980), joueur de rugby à XV
- Marcel Camel (1903-1976), joueur de rugby à XV
- Philippe Carbonneau  (né en 1971), joueur de rugby à XV
- Jean-Emmanuel Cassin (né en 1980), joueur de rugby à XV
- Jérôme Cazalbou (né en 1969), joueur de rugby à XV
- Henri Cazaux (1917-2005), joueur de rugby à XV
- Sofyane Cherfa (né en 1984), footballeur
- Walid Cherfa (né en 1986), footballeur
- Gérôme Cholley (né en 1978), joueur de rugby à XV
- Albert Cigagna, (né en 1960), joueur de rugby à XV
- Gaël Clichy, (né en 1985), footballeur
- Daniel Congré (né en 1985), footballeur
- David Couzinet (né en 1975), joueur de rugby à XV
- Pierre Danos (né en 1929), joueur de rugby à XV
- Julia Dany (née en 1984), footballeuse
- Sébastien Deleigne (né en 1967), athlète
- Jean-Philippe Delpech (né en 1967), footballeur
- Pascal Despeyroux (né en 1965), footballeur
- Christophe Deylaud (né en 1964), joueur de rugby à XV
- Mike Di Meglio (né en 1988), pilote de moto
- Rodrigue Dikaba (né en 1979), footballeur
- Damien Duffau (né en 1982), joueur de rugby à XV
- Nicolas Durand (né en 1982), joueur de rugby à XVy à XV
- Éric Espagno (né en 1984), joueur de rugby
- Cédric Fauré (né en 1979), footballeur
- Juan José Fuentes, un boxeur français.
- Romain Fuertès (né en 1983), joueur de rugby à XV
- Xavier Garbajosa (né en 1976), joueur de rugby à XV
- Cédric Garcia (né en 1982), joueur de rugby à XV
- Colin Gaston (né en 1973), joueur de rugby à XV
- Karim Ghezal (né en 1981), joueur de rugby à XV
- Marc Giraud (né en 1986), joueur de rugby à XV
- Christophe Grondin (né en 1983), footballeur
- Paul Guffroy (né en 1978), joueur de rugby à XV
- Dominique Hernandez (né en 1960), athlète international saut en hauteur
- Solène Jambaqué (née en 1988), sportive hémiplégique
- Alex Jany (1929-2001), nageur
- Fabrice Jau (né en 1978), footballeur
- Guy Jeannard (né en 1972), joueur de rugby à XV
- David Jemmali (né en 1974), footballeur
- Marie-Ange Kramo (née en 1979), footballeuse
- Didier Lacroix, (né en 1970), joueur puis président du Stade toulousain
- Mickaël Ladhuie (né en 1982), joueur de rugby à XV
- Luc Lafforgue (né en 1974), joueur de rugby à XV
- Yannick Lafforgue (né en 1982), joueur de rugby à XV
- Serge Laïrle (né en 1956), joueur de rugby à XV
- Christian Lanta (né en 1952), joueur de rugby à XV
- Jean Larrieu (1895-1989), joueur de rugby à XV
- Christophe Laurent (né en 1976), joueur de rugby à XV
- Sophie Lefèvre (née en 1981), joueuse de tennis
- Christophe Mandanne (né en 1985), footballeur
- Léon Marchand (né en 2002), nageur
- Céline Marty  (née en 1976): footballeuse
- Blaise Matuidi (né en 1987), footballeur
- Alfred Mayssonnié (1884-1914), joueur de rugby à XV
- Lionel Mazars (né en 1984), joueur de rugby à XV
- Aurélien Mazel (né en 1982), footballeur
- Cheikh M'Bengue (né en 1988), footballeur
- Armand M'Bina Ivega (né en 1980), footballeur
- Maxime Médard (né en 1986), joueur de rugby à XV
- Karima Medjeded (née en 1972) est une judokate handisport française.
- Philippe Mexès (né en 1982), footballeur
- Frédéric Michalak (né en 1982), joueur français de rugby à XV
- Jean-François Montauriol (né en 1983), joueur de rugby à XV
- Vincent Moscato (né en 1965), ancien joueur de rugby et animateur sur RMC
- Grégory Moulis (né en 1983), joueur de rugby à XV
- Mehdi Nafti (né en 1978), footballeur
- Alfred Nakache (né en 1915), nageur
- Wilfried Niflore (né en 1981), footballeur
- Guy Novès (né en 1954), joueur de rugby à XV
- Frank Opitz (né en 1967), judoka, 1° président de la ligue Occitanie de judo
- Stéphane Ougier (né en 1967), joueur de rugby à XV
- Grégory Parriel (né en 1986), joueur de rugby à XV
- Fabien Pelous (né en 1973), joueur français de rugby à XV
- Jean-Christophe Péraud (né en 1977), cycliste
- Jean Petit (né en 1949), footballeur
- Julien Raynaud (né en 1987), joueur de rugby à XV
- Laurent Recouderc (né en 1986), joueur de tennis
- Guillaume Ribes (né en 1984), joueur de rugby à XV
- André Riou (1915-2005), footballeur
- Jean-Pierre Rives (né en 1952), joueur de rugby à XV
- Sébastien Roque (né en 1976), joueur de rugby à XV
- David Roumieu (né en 1981), joueur de rugby à XV
- Vincent Roumiguié (né en 1982), joueur de rugby à XV
- Vincent Sacilotto (né en 1982), joueur de rugby à XV
- Jean-Luc Sadourny (né en 1966), entraîneur de rugby à XV
- Christophe Saint-Lary (né en 1977), joueur de rugby à XV
- Stephan Saint-Lary (né en 1979), joueur de rugby à XV
- Grégory Saliba (né en 1979), joueur de rugby à XV
- Nordine Sam (né en 1982), footballeur
- Morgan Saout (né en 1984), joueur de rugby à XV
- Julien Sentenac (né en 1986), joueur de rugby à XV
- Nicolas Seube (né en 1979), footballeur
- Jérôme Sieurac (né en 1973), joueur de rugby à XV
- David Skrela (né en 1979), joueur de rugby à XV
- Romain Sola (né en 1987), joueur de rugby à XV
- Jean-François Soucasse (né en 1972), footballeur
- Yannick Souvré (née en 1969), joueuse de basket
- Rémi Souyeux (né en 1984), footballeur
- Nicolas Spanghero (né en 1976), joueur de rugby à XV
- Philippe Struxiano (1891-1956), joueur de rugby à XV
- Lilian Subra (né en 1979), joueur de rugby à XV
- Patrick Tabacco (né en 1974), joueur de rugby à XV
- Catherine Tanvier (née en 1965), joueuse de tennis
- Paul Tignol (né en 1933), joueur de rugby à XV
- Stéphane Trévisan (né en 1974), footballeur
- Julien Turini (né en 1983), joueur de rugby à XV
- Pascal Vignard (né en 1980), joueur de rugby à XV

## Autres
- Angéle de la Barthe (1230) –(1275) première personne victime de la chasse aux sorcières.
- Laurent Debuire (1970-), DJ et producteur français plus connu sous le nom de Laurent Wolf
- Sylvie Aubenas (1959-), bibliothécaire et historienne
- Ellyn Bermejo (1983-), Miss France 2007 Albigeois Midi-Toulousain
- Jean-René Bouscatel (1946-), homme d'affaires
- Roger Brunet (1931-), géographe
- Jean-Claude Cousseran (1944-), ancien directeur de la DGSE
- Didier Daurat (1891-1969), pionnier de l'aviation
- Jean Dausset (1916-2009), médecin
- Jean-Matthieu Douladoure (1765-1858), éditeur et imprimeur
- Pierre Dumas (résistant) (1891-1967)
- François Dumont (1918-1997), résistant français, Compagnon de la Libération
- Bruno Guigue (1962-), essayiste et politologue français
- Eugène-Humbert Guitard (1884-1976), archiviste, historien et éditeur, membre fondateur de la Société d'histoire de la pharmacie
- Luc Julia (1966-), ingénieur et informaticien franco-américain
- Gabriel Lespinasse de Saune (1848-1939), né à Toulouse, capitaine de vaisseau, il a commandé la frégate Isère qui emmène la statue de la Liberté à New York
- Henri Lespinasse de Saune (1850-1929), né à Toulouse, polytechnicien devenu Evêque titulaire de Rhizus à Madagascar.
- Robert Mauzi (1927-2006), universitaire français
- André Mazana (1913-1944), militaire français, Compagnon de la Libération
- Martin Touzeau (1919-2006), militaire français, Compagnon de la Libération
- Roger Merle (1922-2008), avocat, pénaliste, criminologue et professeur de droit
- Olivier Sadran (1969-), homme d'affaires, président du TFC depuis 2001
- Alfred Sirven (1927-2005), homme d'affaires
- Mélody Vilbert (1976-), Miss France 1995
- Adolphe Coll (1912-1945), Résistant français
- Maurice Garrigou (1766-1852), prêtre catholique et fondateur d'ordres, vénérable.
- Jeanne-Marie Desclaux (1754-1831), religieuse catholique.
- Roger Grisey (1907-1976), résistant français, Compagnon de la Libération.
- Minima Gesté (1990 - ) drag queen française connue pour son engagement au sein du Sidaction.
- Tibo Inshape (1992-), Influenceur
- Henri Verdier (1910-2002), militaire français, Compagnon de la Libération

## Personnes célèbres décédées à Toulouse
- François Furet (1927-1997), historien français ;
- Henri Gaussen (1891-1981), botaniste et biogéographe français ;
- Henri Arlet (1922-1943), résistant français ;
- Jean Gilles (1668-1705), compositeur français ;
- Maurice Hauriou (1856-1929), juriste et sociologue ;
- Jacques Maritain (1882-1973), philosophe, théologien ;
- Jacques Sauvegrain (1921-1943), résistant français ;
- Joseph Louis François Hyacinthe de Montredon (1744-1801), général de division de la Révolution française ;
- Théodore Fulgence Ozenne (1814-1898) banquier Toulousain ;
- Jean-Pierre Ramel (1768-1815), général de brigade de la Restauration, frère cadet du conventionnel et général Jean-Pierre Ramel l'ainé ;
- Bonaventure Hippolyte Sabatier (1773-1842), général français de la Révolution et de l’Empire ;
- Paul Sabatier (1854-1941), chimiste français, co-récipiendaire du prix Nobel de chimie en 1912
- François Sanchez (1550-1623), philosophe et médecin espagnol d'origine portugaise
- Lucien Servanty (1909-1973), ingénieur aéronautique français
- Eloi Charlemagne Taupin (1767-1814), général français de la Révolution et de l’Empire, tombé au champ d'honneur lors de la bataille de Toulouse (1814)
- Henry Toussaint (1847- 1890), médecin et vétérinaire français, découvreur de l'agent du choléra des poules et véritable inventeur du vaccin contre le charbon (maladie) ;
- Joseph de Villèle (1773-1854), homme politique français
- Amparo Poch y Gascón (1902-1968), docteur et militante anarchiste durant la Guerre d’Espagne ;
- Philippe Ariès  (1914- 1984), historien français ;
- Federica Montseny (1905-1994), femme politique républicaine espagnole, première femme ministre en Europe ;
- Bernadette Suau (1942-2013), archiviste et historienne française, directrice des archives départementales de la Haute-Garonne.